# 20e cérémonie des Critics' Choice Movie Awards
La 20e cérémonie des Critics' Choice Movie Awards (ou BFCA Awards), décernés par la Broadcast Film Critics Association, a eu lieu le 15 janvier 2015, et a récompensé les films sortis en 2014.
Les nominations ont été annoncées le 15 décembre 2014,.

## Palmarès

### Meilleur film
- Boyhood
  - Birdman
  - Gone Girl
  - The Grand Budapest Hotel
  - Imitation Game (The Imitation Game)
  - Night Call (Nightcrawler)
  - Selma
  - Une merveilleuse histoire du temps (The Theory of Everything)
  - Invincible (Unbroken)
  - Whiplash

### Meilleur réalisateur
- Richard Linklater pour Boyhood
  - Wes Anderson pour The Grand Budapest Hotel
  - Ava DuVernay pour Selma
  - David Fincher pour Gone Girl
  - Alejandro González Iñárritu pour Birdman
  - Christopher Nolan pour Interstellar
  - Angelina Jolie pour Invincible (Unbroken)

### Meilleur acteur
- Michael Keaton pour le rôle de Riggan Thomson dans Birdman
  - Benedict Cumberbatch pour le rôle d'Alan Turing dans Imitation Game (The Imitation Game)
  - Ralph Fiennes pour le rôle de M. Gustave dans The Grand Budapest Hotel
  - Jake Gyllenhaal pour le rôle de Lou Bloom dans Night Call (Nightcrawler)
  - David Oyelowo pour le rôle de Martin Luther King dans Selma
  - Eddie Redmayne pour le rôle de Stephen Hawking dans Une merveilleuse histoire du temps (The Theory of Everything)

### Meilleure actrice
- Julianne Moore pour le rôle d'Alice dans Still Alice
  - Jennifer Aniston pour le rôle de Claire Simmons dans Cake
  - Marion Cotillard pour le rôle de Sandra dans Deux jours, une nuit
  - Felicity Jones pour le rôle de Jane Hawking dans Une merveilleuse histoire du temps (The Theory of Everything)
  - Rosamund Pike pour le rôle d'Amy Dunne dans Gone Girl
  - Reese Witherspoon pour le rôle de Cheryl Strayed dans Wild

### Meilleur acteur dans un second rôle
- J. K. Simmons pour le rôle de Terence Fletcher dans Whiplash
  - Josh Brolin pour le rôle de Christian "Bigfoot" Bjornsen dans Inherent Vice
  - Robert Duvall pour le rôle de Hank Palmer dans Le Juge (The Judge)
  - Ethan Hawke pour le rôle de Mason Sr. dans Boyhood
  - Edward Norton pour le rôle de Mike Shiner dans Birdman
  - Mark Ruffalo pour le rôle de Dave Schultz dans Foxcatcher

### Meilleure actrice dans un second rôle
- Patricia Arquette pour le rôle d'Olivia dans Boyhood
  - Jessica Chastain pour le rôle d'Anna Morales dans A Most Violent Year
  - Keira Knightley pour le rôle de Joan Clarke dans Imitation Game (The Imitation Game)
  - Emma Stone pour le rôle de Sam Thomson dans Birdman
  - Meryl Streep pour le rôle de la sorcière dans Into the Woods
  - Tilda Swinton pour le rôle de Mason dans Snowpiercer, le Transperceneige (설국열차)

### Meilleur espoir
- Ellar Coltrane pour le rôle de Mason Evans, Jr. dans Boyhood
  - Ansel Elgort pour le rôle d'Augustus Waters dans Nos étoiles contraires (The Fault in Our Stars)
  - Mackenzie Foy pour le rôle de Murphy Cooper dans Interstellar
  - Jaeden Lieberher pour le rôle d'Oliver Bronstein dans St. Vincent
  - Tony Revolori pour le rôle de Zero Moustafa dans The Grand Budapest Hotel
  - Quvenzhané Wallis pour le rôle d'Annie Bennett dans Annie
  - Noah Wiseman pour le rôle de Samuel dans Mister Babadook (The Babadook)

### Meilleure distribution
- Birdman
  - Boyhood
  - The Grand Budapest Hotel
  - Imitation Game (The Imitation Game)
  - Into the Woods
  - Selma

### Meilleur scénario original
- Birdman – Alejandro González Iñárritu, Alexander Dinelaris, Armando Bo et Nicolas Giabone
  - Boyhood – Richard Linklater
  - The Grand Budapest Hotel – Wes Anderson
  - Night Call (Nightcrawler) – Dan Gilroy
  - Whiplash – Damien Chazelle

### Meilleur scénario adapté
- Gone Girl – Gillian Flynn
  - Inherent Vice – Paul Thomas Anderson
  - Invincible (Unbroken) – Joel et Ethan Coen, Richard LaGravenese et William Nicholson
  - Imitation Game (The Imitation Game) – Graham Moore
  - Une merveilleuse histoire du temps (The Theory of Everything) – Anthony McCarten
  - Wild – Cheryl Strayed et Nick Hornby

### Meilleure direction artistique
- The Grand Budapest Hotel – Adam Stockhausen, Anna Pinnock et Stephan Gessler
  - Birdman – George DeTitta Jr., Kevin Thompson et Stephen H. Carter
  - Inherent Vice – David Crank et Amy Wells
  - Interstellar – Nathan Crowley et Gary Fettis
  - Into the Woods – Dennis Gassner et Anna Pinnock
  - Snowpiercer, le Transperceneige (설국열차) – Ondrej Nekvasil et Beatrice Brentnerova

### Meilleurs costumes
- The Grand Budapest Hotel – Milena Canonero
  - Inherent Vice – Mark Bridges
  - Into the Woods – Colleen Atwood
  - Maléfique (Maleficent) – Anna B. Sheppard
  - Mr. Turner – Jacqueline Durran

### Meilleurs maquillages et coiffures
- Les Gardiens de la galaxie (Guardians of the Galaxy)
  - Foxcatcher
  - Le Hobbit : La Bataille des Cinq Armées (The Hobbit: The Battle of the Five Armies)
  - Into the Woods
  - Maléfique (Maleficent)

### Meilleure photographie
- Birdman – Emmanuel Lubezki
  - The Grand Budapest Hotel – Robert Yeoman
  - Interstellar – Hoyte Van Hoytema
  - Mr. Turner – Dick Pope
  - Invincible (Unbroken) – Roger Deakins

### Meilleur montage
- Birdman – Douglas Crise et Stephen Mirrione
  - Boyhood – Sandra Adair
  - Gone Girl – Kirk Baxter
  - Interstellar – Lee Smith
  - Whiplash – Tom Cross

### Meilleurs effets visuels
- La Planète des singes : L'Affrontement (Dawn of the Planet of the Apes)
  - Les Gardiens de la galaxie (Guardians of the Galaxy)
  - Interstellar
  - Edge of Tomorrow
  - Le Hobbit : La Bataille des Cinq Armées (The Hobbit: The Battle of the Five Armies)

### Meilleure chanson originale
- Glory interprétée par John Legend et Common – Selma
  - Big Eyes interprétée par Lana Del Rey – Big Eyes
  - Everything is Awesome interprétée par Jo Li et The Lonely Island – La Grande Aventure Lego (The Lego Movie)
  - Lost Stars interprétée par Keira Knightley – New York Melody (Begin Again)
  - Yellow Flicker Beat interprétée par Lorde – Hunger Games : La Révolte, partie 1 (The Hunger Games: Mockingjay - Part 1)

### Meilleure musique de film
- Birdman – Antonio Sánchez
  - Imitation Game (The Imitation Game) – Alexandre Desplat
  - Interstellar – Hans Zimmer
  - Gone Girl – Trent Reznor et Atticus Ross
  - Une merveilleuse histoire du temps (The Theory of Everything) – Jóhann Jóhannsson

### Meilleur film d'action
- Les Gardiens de la galaxie (Guardians of the Galaxy)
  - American Sniper
  - Captain America : Le Soldat de l'hiver (Captain America: The Winter Soldier)
  - Edge of Tomorrow
  - Fury

### Meilleur acteur dans un film d'action
- Bradley Cooper pour le rôle de Chris Kyle dans American Sniper
  - Tom Cruise pour le rôle du major William Cage dans Edge of Tomorrow
  - Chris Evans pour le rôle de Captain America dans Captain America : Le Soldat de l'hiver (Captain America: The Winter Soldier)
  - Brad Pitt pour le rôle de Don "Wardaddy" Collier dans Fury
  - Chris Pratt pour le rôle de Star-Lord dans Les Gardiens de la galaxie (Guardians of the Galaxy)

### Meilleure actrice dans un film d'action
- Emily Blunt pour le rôle du sergent Rita Vrataski dans Edge of Tomorrow
  - Scarlett Johansson pour le rôle de Lucy dans Lucy
  - Jennifer Lawrence pour le rôle de Katniss Everdeen  dans Hunger Games : La Révolte, partie 1 (The Hunger Games: Mockingjay – Part 1)
  - Zoe Saldana pour le rôle de Gamora dans Les Gardiens de la galaxie (Guardians of the Galaxy)
  - Shailene Woodley pour le rôle de Beatrice "Tris" Prior dans Divergent

### Meilleure comédie
- The Grand Budapest Hotel
  - 22 Jump Street
  - Birdman
  - St. Vincent
  - Top Five

### Meilleur acteur dans une comédie
- Michael Keaton pour le rôle de Riggan Thomson dans Birdman
  - Jon Favreau pour le rôle de Carl Casper dans Chef as
  - Ralph Fiennes pour le rôle de Monsieur Gustave dans The Grand Budapest Hotel
  - Bill Murray pour le rôle de Vincent MacKenna dans St. Vincent
  - Chris Rock pour le rôle d'Andre Allen dans Top Five
  - Channing Tatum pour le rôle de Greg Jenko dans 22 Jump Street

### Meilleure actrice dans une comédie
- Jenny Slate pour le rôle de Donna Stern dans Obvious Child
  - Rose Byrne pour le rôle de Kelly Radner dans Nos pires voisins (Neighbors)
  - Rosario Dawson pour le rôle de Chelsea Brown dans Top Five
  - Melissa McCarthy pour le rôle de Maggie Bronstein dans St. Vincent
  - Kristen Wiig pour le rôle de Maggie dans The Skeleton Twins

### Meilleur film de science-fiction ou film d'horreur
- Interstellar
  - Mister Babadook (The Babadook)
  - La Planète des singes : L'Affrontement (Dawn of the Planet of the Apes)
  - Snowpiercer, le Transperceneige (설국열차)
  - Under the Skin

### Meilleur film en langue étrangère
- Snow Therapy (Turist)  Suède
  - Deux jours, une nuit  Belgique
  - Ida  Pologne
  - Léviathan (Левиафан)  Russie
  - Les Nouveaux Sauvages (Relatos salvajes)  Argentine

### Meilleur film d'animation
- La Grande Aventure Lego (The Lego Movie)
  - Les Boxtrolls (The Boxtrolls)
  - Dragons 2 (How to Train Your Dragon 2)
  - La Légende de Manolo (The Book of Life)
  - Les Nouveaux Héros (Big Hero 6)

### Meilleur film documentaire
- Life Itself
  - Citizenfour
  - Glen Campbell: I'll Be Me
  - Jodorowsky's Dune
  - Last Days in Vietnam
  - The Overnighters

### Récompenses spéciales

#### Louis XIII Genius Award
- Ron Howard

#### Lifetime Achievement Award
- Kevin Costner

#### Critics' Choice MVP Award
- Jessica Chastain pour A Most Violent Year, The Disappearance of Eleanor Rigby, Interstellar et Mademoiselle Julie (Miss Julie)

## Statistiques

### Nominations multiples
13 : Birdman
11 : The Grand Budapest Hotel
8 : Boyhood, Interstellar
6 : Gone Girl, Imitation Game
5 : Les Gardiens de la galaxie, Into the Woods, Selma, Une merveilleuse histoire du temps
4 : Edge of Tomorrow, Inherent Vice, St. Vincent, Invincible, Whiplash
3 : Night Call, Snowpiercer, Top Five
2 : 22 Jump Street, American Sniper, Captain America, Deux jours, une nuit, Foxcatcher, Fury, La Grande Aventure Lego, Le Hobbit, Hunger Games, Maléfique, Mister Babadook, Mr. Turner, La Planète des singes, Wild

### Récompenses multiples
7 / 13 : Birdman
4 / 8 : Boyhood
3 / 11 : The Grand Budapest Hotel
2 / 5 : Les Gardiens de la galaxie

### Les grands perdants
1 / 8 : Interstellar
0 / 6 : Imitation Game
1 / 6 : Gone Girl